# 28132 Karenzobel
28132 Karenzobel è un asteroide della fascia principale. Scoperto nel 1998, presenta un'orbita caratterizzata da un semiasse maggiore pari a 2,3525558 UA e da un'eccentricità di 0,0395113, inclinata di 6,85525° rispetto all'eclittica.